# Genealogia de Jesús

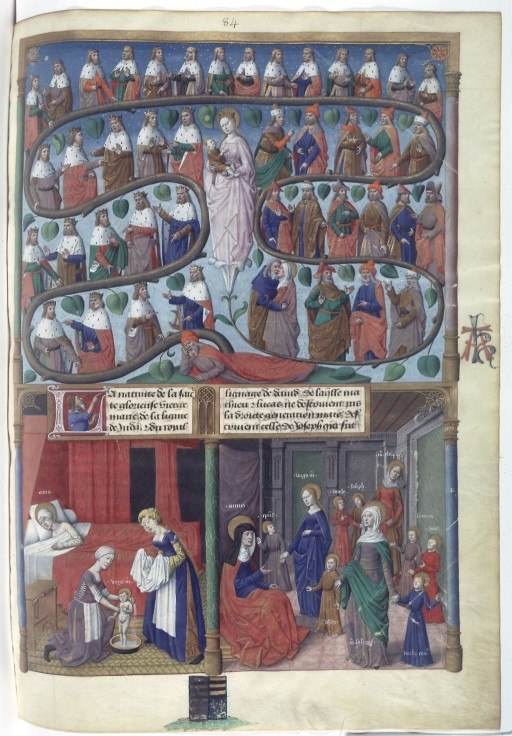
Arbre de Jessè, segons Jacques de Besançon (s.XV)

La genealogia de Jesús se cita en dos evangelis, el de Lluc i el de Mateu, i anomena la família de Jesús de Natzaret des de temps immemorials.
Les dues genealogies dels evangelis tenen diferències substancials que han contribuït a l'exposició de diverses teories per explicar-les.

## Genealogia de Mateu i de Lluc
A continuació es presenten les dues genealogies exposades en els evangelis en comparació amb la genealogia exposada en el Llibre de les Cròniques de l'Antic Testament. La Genealogia de Mateu comença amb el patriarca Abraham, mentre que la de Lluc comença des d'Adam, el primer home.
| Mateu (Mt 1:1-16) | Lluc (Lc 3:23-38) | Cròniques (1 Cr) | Notes |
| ----------------- | ----------------- | ---------------- | --- |
|                   | Adam              | Adam             | |
|                   | Set               | Set              | |
|                   | Enoix             | Enoix            | |
|                   | Quenan            | Quenan           | |
|                   | Malalcel          | Mahalalel        | |
|                   | Jèred             | Jèred            | |
|                   | Henoc             | Henoc            | |
|                   | Matusalem         | Matusalem        | |
|                   | Lèmec             | Lèmec            | |
|                   | Noè               | Noè              | |
|                   | Sem               | Sem              | |
|                   | Arfaxad           | Arfaxat          | |
|                   | Cainam            |                  | |
|                   | Xèlah             | Xèlah            | |
|                   | Éber              | Éber             | |
|                   | Fàlec             | Pèleg            | |
|                   | Ragaú             | Reú              | |
|                   | Serug             | Serug            | |
|                   | Nahor             | Nahor            | |
|                   | Tèrah             | Tèrah            | |
| Abraham           | Abraham           | Abraham          | |
| Isaac             | Isaac             | Isaac            | |
| Jacob             | Jacob             | Israel           | Déu va canviar el nom del patriarca Jacob per Israel |
| Judà              | Judà              | Judà             | |
| Fares             | Fares             | Peres            | |
| Hesron            | Hesron            | Hesron           | |
| Aram              | Arní              | Ram              | Arní és una variant en grec del nom Ram. |
|                   | Admín             |                  | Actualment, es creu que Admín és en realitat el mateix Amminadab, tractant-se d'un error de traducció de les primeres còpies de la Bíblia. |
| Amminadab         | Amminadab         | Amminadab        | |
| Naasson           | Naason            | Nahxon           | |
| Salmon            | Salà              | Salmà            | |
| Booz              | Booz              | Booz             | |
| Obed              | Obed              | Obed             | |
| Jessè             | Jessè             | Jessè            | |
| David             | David             | David            | David és l'últim punt en comú, ja que Mateu segueix pel fill de David, Salomó d'Israel mentre que Lluc segueix per un altre fill natural del Rei David, Natan. A les Cròniques no s'esmenta la descendència de Natan, per això se segueix amb la de Salomó. |
| Salomó            | Natan             | Salomó i Natan   | |
| Roboam            | Matatà            | Roboam           | |
| Abies             | Mennà             | Abies            | |
| Asà               | Meleà             | Asà              | |
| Josafat           | Eliaquim          | Josafat          | |
| Joram             | Jonam             | Joram            | |
|                   | Josep             | Ahazià           | |
|                   | Judà              | Joaix            | |
|                   | Simeó             | Amasies          | |
| Ozies             | Leví              | Azarià           | Ozies és el nom real i Azarià és el nom de tron |
| Jotam             | Matat             | Jotam            | |
| Acaz              | Jorim             | Joahaz           | |
| Ezequies          | Elièzer           | Ezequies         | |
| Manassès          | Jesús             | Manassès         | |
| Amon              | Er                | Amon             | |
| Josies            | Elmadam           | Josies           | |
|                   | Cosam             | Eliaquim         | |
| Jeconies          | Adí               | Jeconies         | |
| Salatiel          | Melquí            | Pedaià           | |
| Zorobabel         | Nerí              | Zorobabel        | |
| Abihud            | Salatiel          |                  | Abihud no es menciona a les Cròniques, per això es creu que més que un fill de Zorobabel es tracta d'un descendent d'unes quantes generacions més enllà. |
| Eliaquim          | Zorobabel         |                  | |
| Azor              | Resà              |                  | |
| Sadoc             | Joanan            |                  | |
| Aquim             | Jodà              |                  | |
| Eliüd             | Josec             |                  | |
| Eleazar           | Semeín            |                  | |
| Matan             | Mataties          |                  | |
| Jacob             | Maat              |                  | |
| Josep             | Nangai            |                  | |
| Jesús             | Heslí             |                  | |
|                   | Naüm              |                  | |
|                   | Amós              |                  | |
|                   | Mataties          |                  | |
|                   | Josep             |                  | |
|                   | Jannai            |                  | |
|                   | Melquí            |                  | |
|                   | Leví              |                  | |
|                   | Matat             |                  | |
|                   | Elí               |                  | |
|                   | Josep             |                  | |
|                   | Jesús             |                  | |

## Variacions entre genealogies
Ambdues línies tracen els ancestres de Jesús de Natzaret fins al patriarca Abraham, passant pel Rei David però mitjançant la descendència de dos fills diferents del rei d'Israel; Salomó i Natan. Aquest fet canvia radicalment la segona meitat d'ambdues llistes.
Aquesta diferència tan abismal s'ha llegit com que l'autor volia donar justificacions diferents segons la visió que tenia de Crist:
- Sant Mateu va seguir l'arbre genealògic dels reis de Judà, d'aquesta manera, Jesús tenia motius per anomenar-se rei.[4]
- Sant Lluc en canvi, el fa descendent de persones humils.[1]

Crida l'atenció la gran diferència en el nombre de generacions que apareixen a les dues llistes, ja que entre el Rei David i Jesús, Mateu en comptabilitza un total de 29 mentre que Lluc puja fins a les 43 generacions.

## Teories sobre les diferències

### Sant Josep, fill d'un matrimoni levirat
La primera teoria fou exposada per l'escriptor libi del segle iii Sext Juli Africà, que va utilitzar el concepte de matrimoni levirat.
La tradició cristiana del Pròxim Orient anomenava Esdà com l'àvia de Sant Josep. Així, sembla que Esdà s'uní amb Matan i van tenir un fill anomenat Jacob. Després va enviudar i es va casar amb un altre home anomenat Matat, amb qui va tenir Elí.
Passaren els anys i Elí es va casar amb una dona. Poc després, Elí moria i la vídua es casava amb el seu cunyat Jacob, tal com manava la tradició. Aleshores van tenir un fill, Sant Josep, que era fill biològic de Jacob però que legalment se'l reconeixia com a fill d'Elí.

### Dues genealogies - dues persones diferents
Al segle xv va sortir la idea d'Annio da Viterbo que la genealogia de Lluc pertany realment a la de Maria, mare de Jesús i no a la de Sant Josep.
- Versió I

Assumint que la Verge Maria era verge quan va donar a llum a Jesús, això voldria dir que Sant Josep no n'era el pare biològic i per això, Sant Lluc hauria descrit l'arbre genealògic de Maria, mare de Jesús. Així seria ella la filla d'Elí, fill de Matat, ...
- Versió II (James Tabor)

|  |  | Eleazar | Eleazar | Eleazar | Eleazar | Eleazar | Eleazar |       |       |       |       |       |       |  |  |       |       |       |       |       |       |  |  | Matat bar Leví | Matat bar Leví | Matat bar Leví | Matat bar Leví | Matat bar Leví | Matat bar Leví |  |  |         |         |         |         |         |         |  |  |       |       |       |       |       |       |  |  |       |       |       |       |       |       |  |  |        |        |        |        |        |        |
|  |  | Eleazar | Eleazar | Eleazar | Eleazar | Eleazar | Eleazar |       |       |       |       |       |       |  |  |       |       |       |       |       |       |  |  | Matat bar Leví | Matat bar Leví | Matat bar Leví | Matat bar Leví | Matat bar Leví | Matat bar Leví |  |  |         |         |         |         |         |         |  |  |       |       |       |       |       |       |  |  |       |       |       |       |       |       |  |  |        |        |        |        |        |        |
|  |  | Matan   | Matan   | Matan   | Matan   | Matan   | Matan   |       |       |       |       |       |       |  |  |       |       |       |       |       |       |  |  | Elí/Eliakim    | Elí/Eliakim    | Elí/Eliakim    | Elí/Eliakim    | Elí/Eliakim    | Elí/Eliakim    |  |  |         |         |         |         |         |         |  |  |       |       |       |       |       |       |  |  |       |       |       |       |       |       |  |  |        |        |        |        |        |        |
|  |  | Matan   | Matan   | Matan   | Matan   | Matan   | Matan   |       |       |       |       |       |       |  |  |       |       |       |       |       |       |  |  | Elí/Eliakim    | Elí/Eliakim    | Elí/Eliakim    | Elí/Eliakim    | Elí/Eliakim    | Elí/Eliakim    |  |  |         |         |         |         |         |         |  |  |       |       |       |       |       |       |  |  |       |       |       |       |       |       |  |  |        |        |        |        |        |        |
|  |  |         |         |         |         |         |         |       |       |       |       |       |       |  |  |       |       |       |       |       |       |  |  |                |                |                |                |                |                |  |  |         |         |         |         |         |         |  |  |       |       |       |       |       |       |  |  |       |       |       |       |       |       |  |  |        |        |        |        |        |        |
|  |  | Maria   | Maria   | Maria   | Maria   | Maria   | Maria   |       |       |       |       |       |       |  |  | Josep | Josep | Josep | Josep | Josep | Josep |  |  |                |                |                |                |                |                |  |  | Cleofàs | Cleofàs | Cleofàs | Cleofàs | Cleofàs | Cleofàs |  |  |       |       |       |       |       |       |  |  |       |       |       |       |       |       |  |  |        |        |        |        |        |        |
|  |  | Maria   | Maria   | Maria   | Maria   | Maria   | Maria   |       |       |       |       |       |       |  |  | Josep | Josep | Josep | Josep | Josep | Josep |  |  |                |                |                |                |                |                |  |  | Cleofàs | Cleofàs | Cleofàs | Cleofàs | Cleofàs | Cleofàs |  |  |       |       |       |       |       |       |  |  |       |       |       |       |       |       |  |  |        |        |        |        |        |        |
|  |  |         |         |         |         |         |         |       |       |       |       |       |       |  |  |       |       |       |       |       |       |  |  |                |                |                |                |                |                |  |  |         |         |         |         |         |         |  |  |       |       |       |       |       |       |  |  |       |       |       |       |       |       |  |  |        |        |        |        |        |        |
|  |  |         |         |         |         |         |         |       |       |       |       |       |       |  |  |       |       |       |       |       |       |  |  |                |                |                |                |                |                |  |  |         |         |         |         |         |         |  |  |       |       |       |       |       |       |  |  |       |       |       |       |       |       |  |  |        |        |        |        |        |        |
|  |  |         |         |         |         |         |         | Jesús | Jesús | Jesús | Jesús | Jesús | Jesús |  |  | Jaume | Jaume | Jaume | Jaume | Jaume | Jaume |  |  | Simó           | Simó           | Simó           | Simó           | Simó           | Simó           |  |  | Judes   | Judes   | Judes   | Judes   | Judes   | Judes   |  |  | Josep | Josep | Josep | Josep | Josep | Josep |  |  | Maria | Maria | Maria | Maria | Maria | Maria |  |  | Salomé | Salomé | Salomé | Salomé | Salomé | Salomé |

### Altres teories
- L'última teoria sorgida fou exposada per Barbara Thiering, qui determinava que Matan i Elí (els dos avis de Crist segons les versions) són en realitat la mateixa persona. En aquesta hipòtesi es concloïa que la veritable genealogia era la de Lluc i que la de Mateu era totalment inventada per intentar mostrar Jesús com un hereu al tron d'Israel.
- La majoria d'estudiosos creuen que simplement són inventades les dues, per això tenen grans diferències.

## Nombres
De mitjana, hom utilitza 25 anys entre generacions, és a dir, entre el naixement d'un pare i el del seu fill disten aproximadament 25 anys. Agafant aquesta dada, es poden calcular aproximadament els anys segons cada genealogia:
- Jesús nasqué aproximadament l'any 1.
- Segons Mateu, fins a Jeconies, rei de Judà es comptabilitzen 13 generacions, que representen uns 325 anys. I de Jeconies al Rei David, seguint la relació de les Cròniques, s'enumeren 18 generacions més, aproximadament 450 anys.
- Segons Lluc, de Jesús al Rei David es compten 42 generacions, que suposen uns 1.050 anys.
- Més enllà, de David a Abraham ambdós evangelis compten 13 generacions, però cal comptar que segons la Bíblia, Abraham va tenir Isaac amb 100 anys i Isaac va tenir Jacob amb 60 anys, resultant un total de 450 anys.

| personatge        | segons Mateu  | segons Lluc  | segons la història |
| ----------------- | ------------- | ------------ | ------------------ |
| Jesús de Natzaret | segle i       | segle i      | segle i            |
| Jeconies          | segle iv aC   | -            | segle vi aC        |
| Rei David         | segle viii aC | segle XI aC  | segle x aC         |
| Abraham           | segle xiii aC | segle XVI aC | ?                  |